# Imperial War Museum North
L'Imperial War Museum North è un museo di guerra situato a Salford Quays, Trafford, Greater Manchester, Inghilterra. È una delle cinque sedi dell'Imperial War Museum. Aprì il 5 luglio del 2002 e fu disegnato dall'architetto Daniel Libeskind e costruito al costo di 28 milioni di sterline da Sir Robert McAlpine tramite ingegneri della Arup.

## Struttura

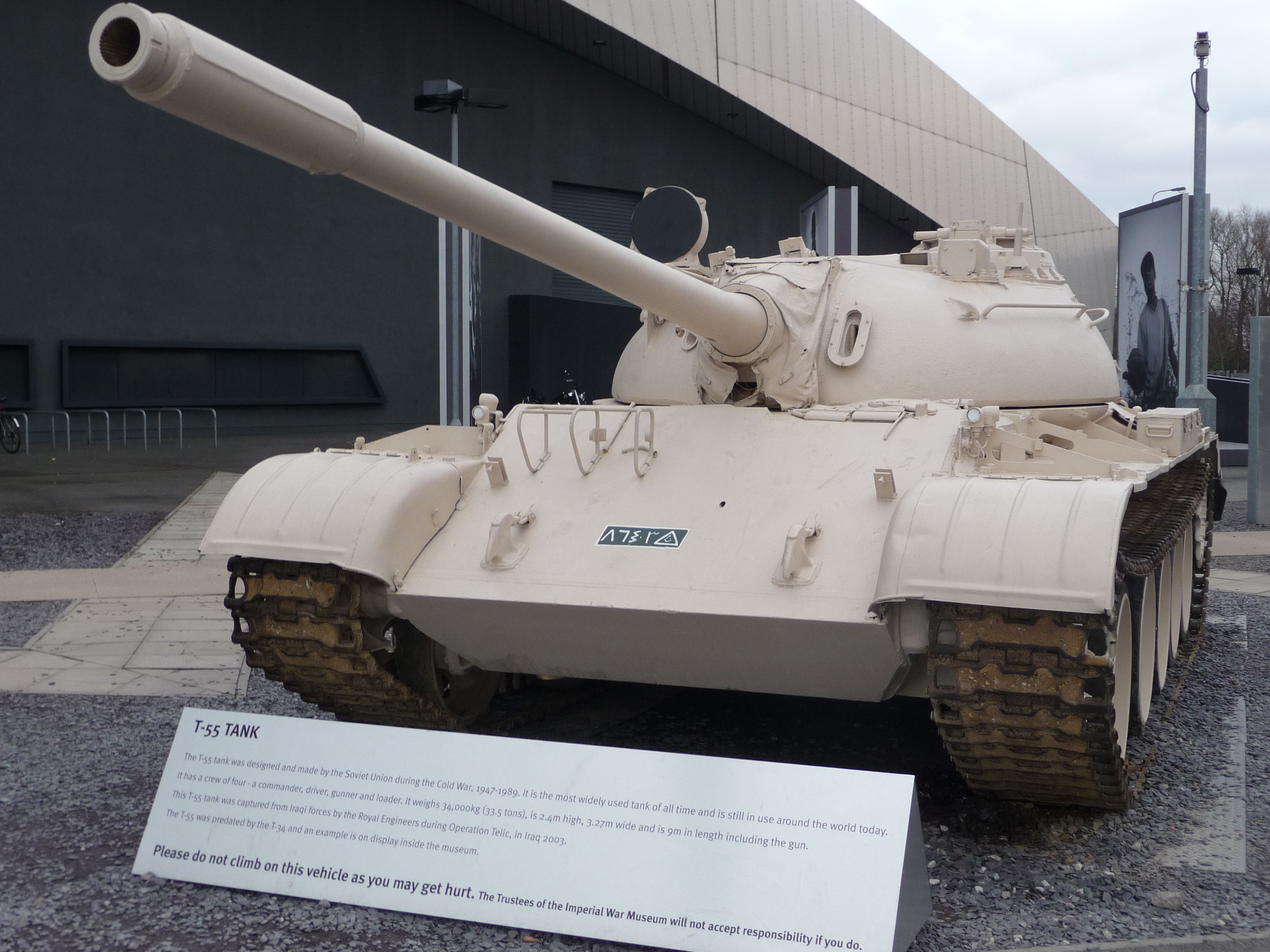
Ex carro armato T-55 dell'esercito iracheno in mostra fuori dal museo

L'edificio ha una complessa geometria con piani inclinati, interni e alcune superfici perpendicolari progettati per indurre un disorientamento simile a quello causato dalla guerra.
La struttura si compone di tre frammenti (shard), che rappresentano la guerra su terra, mare e nel cielo. La torre larga è conosciuta come Air Shard, è alta 55 m ed è a cielo aperto. Al suo interno si trova una piattaforma panoramica, raggiungibile con un ascensore, da cui si gode una vista del The Lowry e di Salford Quays. L'Earth Shard ospita gli spazi pubblici del museo, lo spazio espositivo e le gallerie per le mostre speciali. Il Water Shard si affaccia sul Manchester Ship Canal e ospita un ristorante.
Il museo ospita una mostra chiamata The Big Picture; una volta ogni ora, le luci della sala di esposizione principale vengono abbassate, e fotografie e citazioni di scene di guerra sono proiettate su tutti i muri, e l'eco dei suoni registrati si diffonde nelle sale. Questa esibizione completa la snervante esperienza per infondere la quale il museo è stato progettato.
L'entrata è gratis e il museo è aperto dalle 10.00 alle 17.00 di ogni giorno.
L'Imperial War Museum North ha vinto nel 2003 il British Construction Industry Building Award.
Il museo si può fregiare del titolo di 'Attrazione dal maggior numero di visitatori dell'anno' ricevuta al Manchester Tourism Awards del 2006. È citato come esempio del Decostruttivismo.

## Concetti architettonici
Il concetto preso a modello da Libeskind per il museo era il mondo, suddiviso dai conflitti e riassemblato in loco. I tre elementi dell'edificio, la air shard, la earth shard, e la water shard rappresentano le arene in cui si combatte il conflitto.

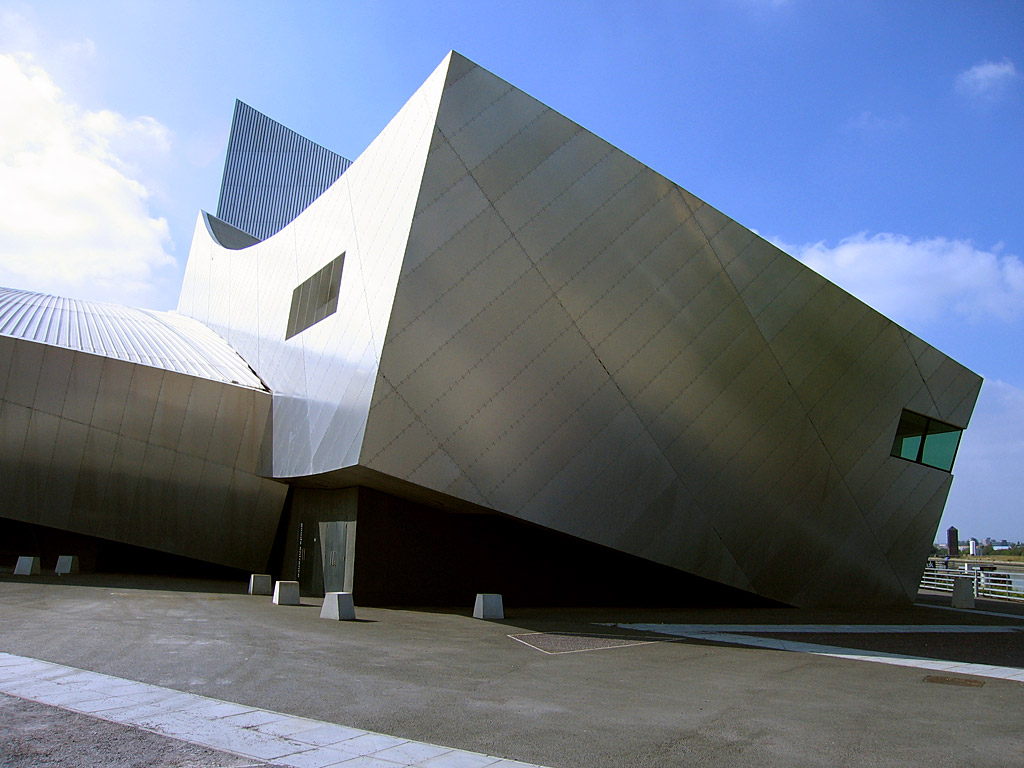
La facciata est del museo con la copertura riflettente di alluminio
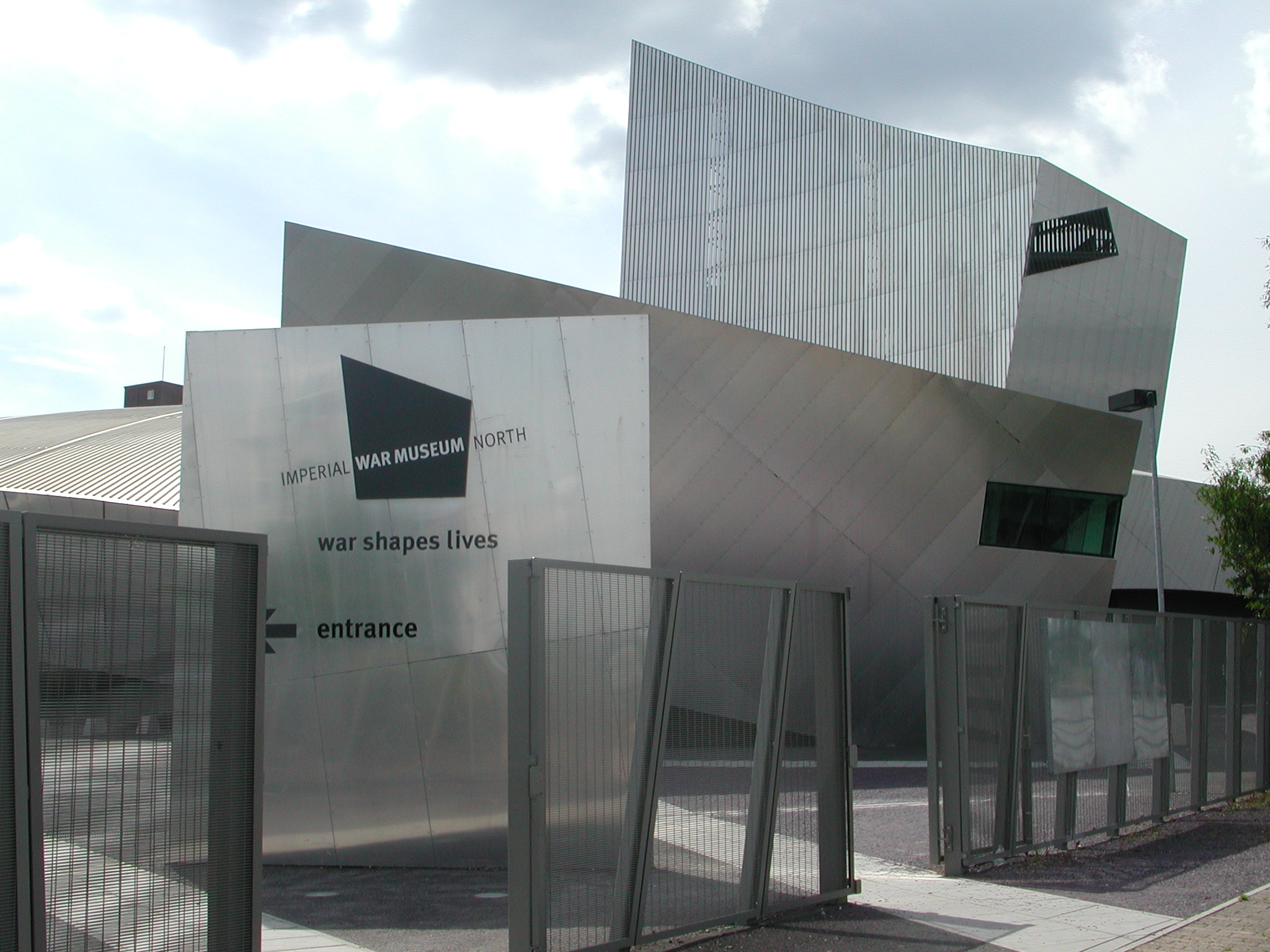
Entrata del canale
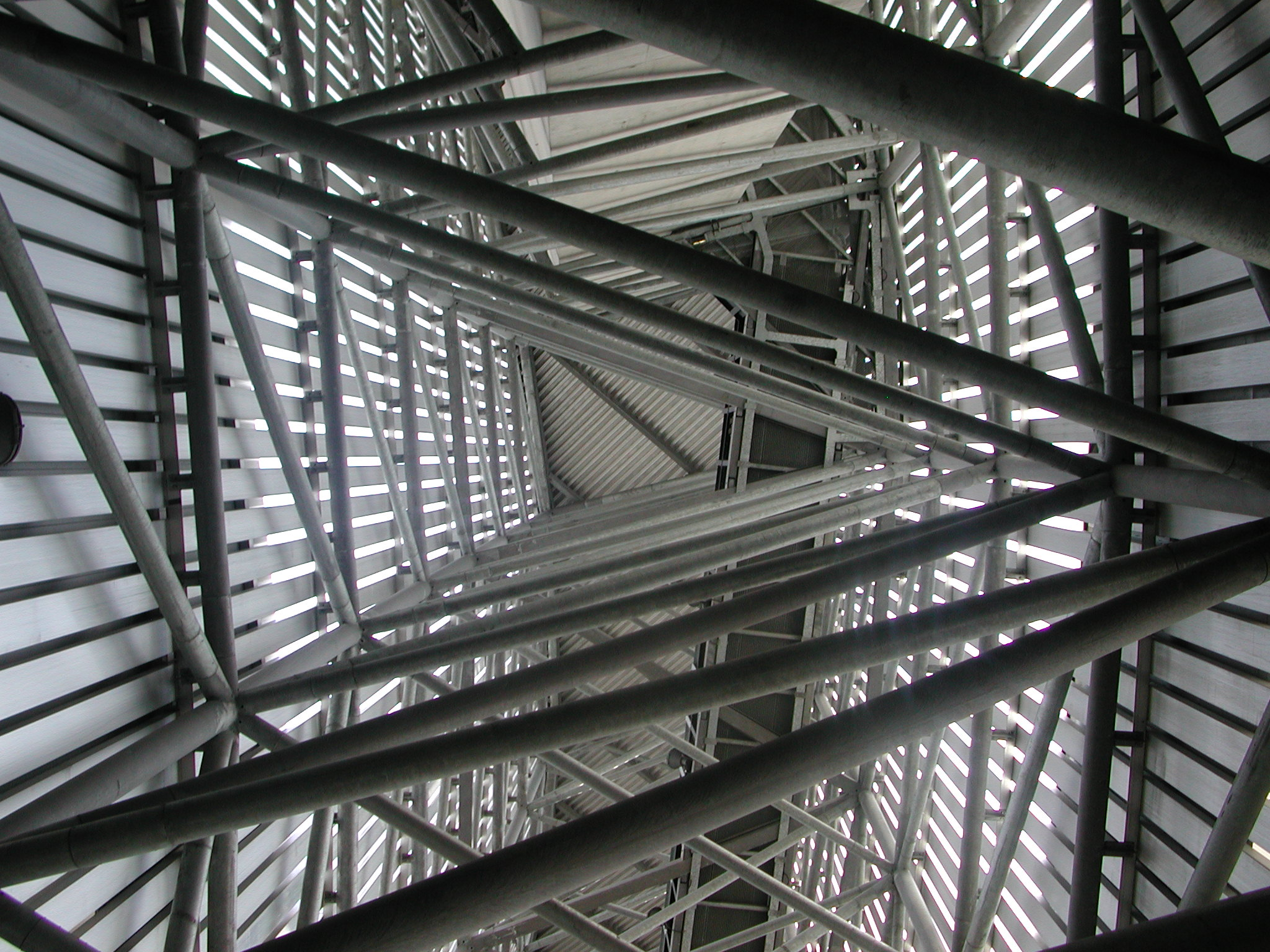
Sguardo verso l'alto dell'interno della torre air shard
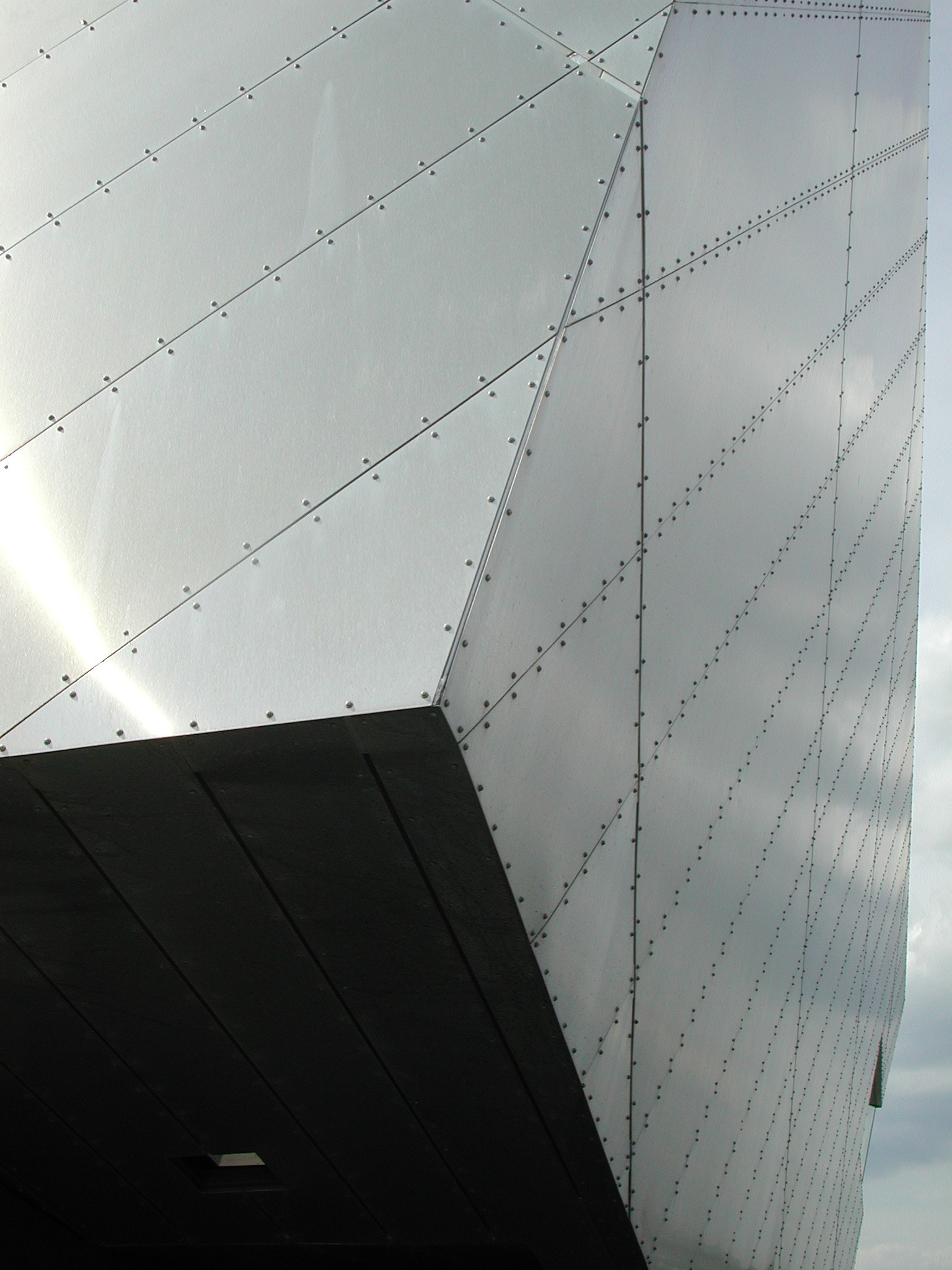
Dettaglio ravvicinato del grado di finitura dei pannelli di alluminio
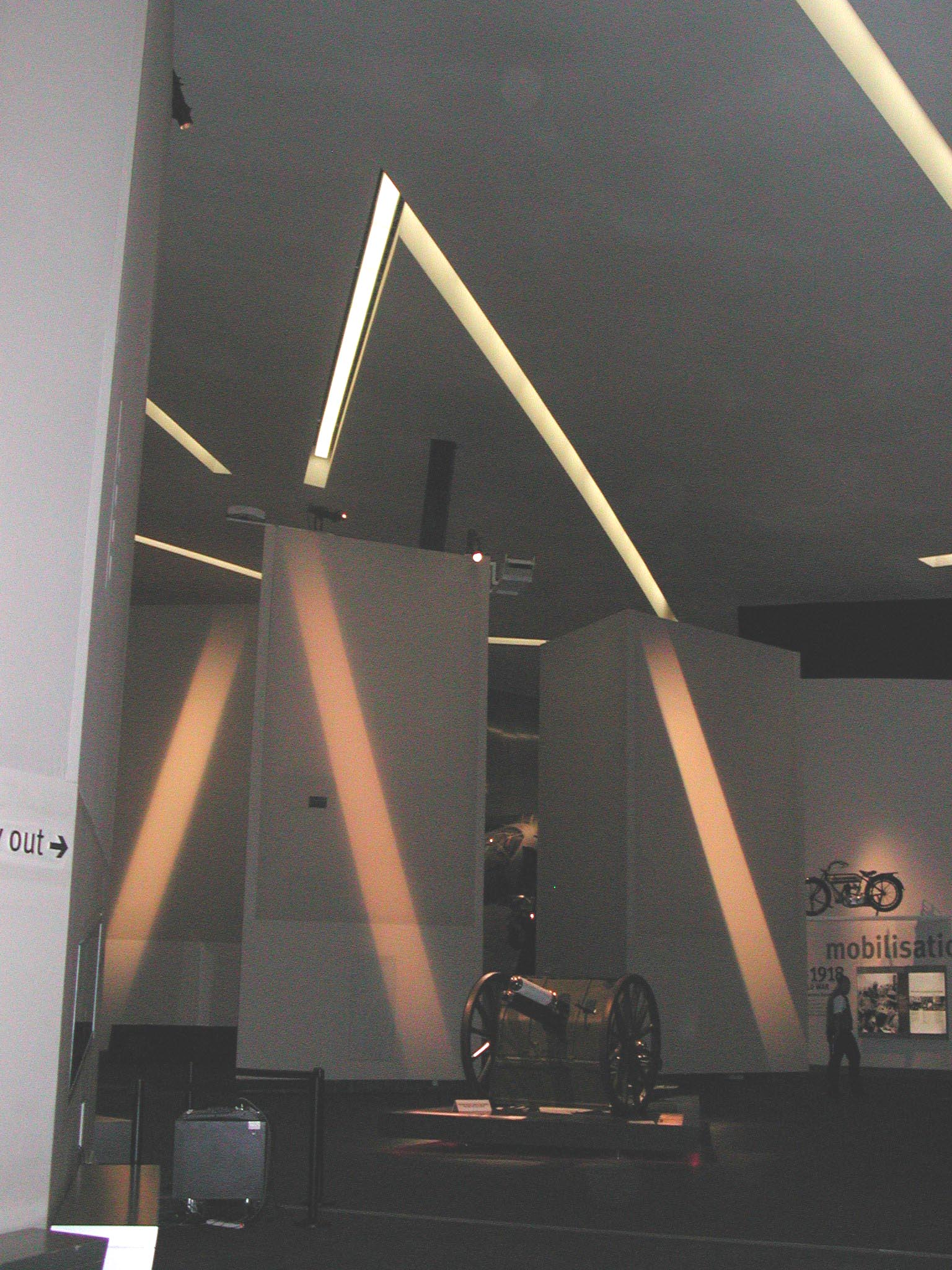
The big picture
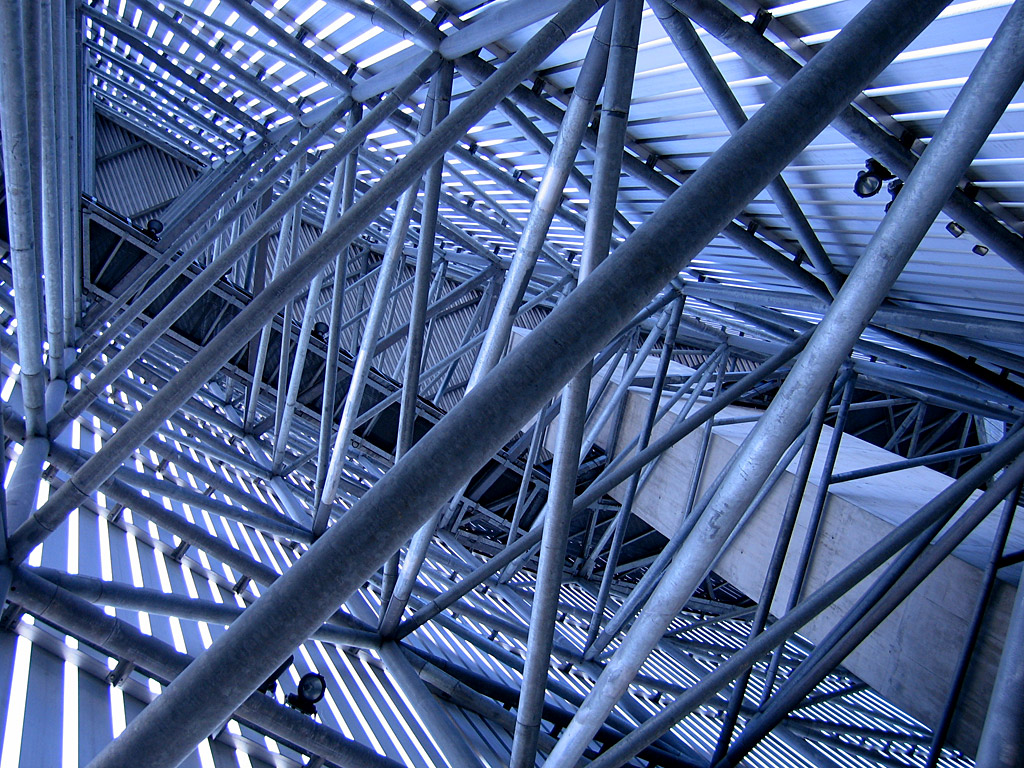
Il telaio interiore della torre air shard
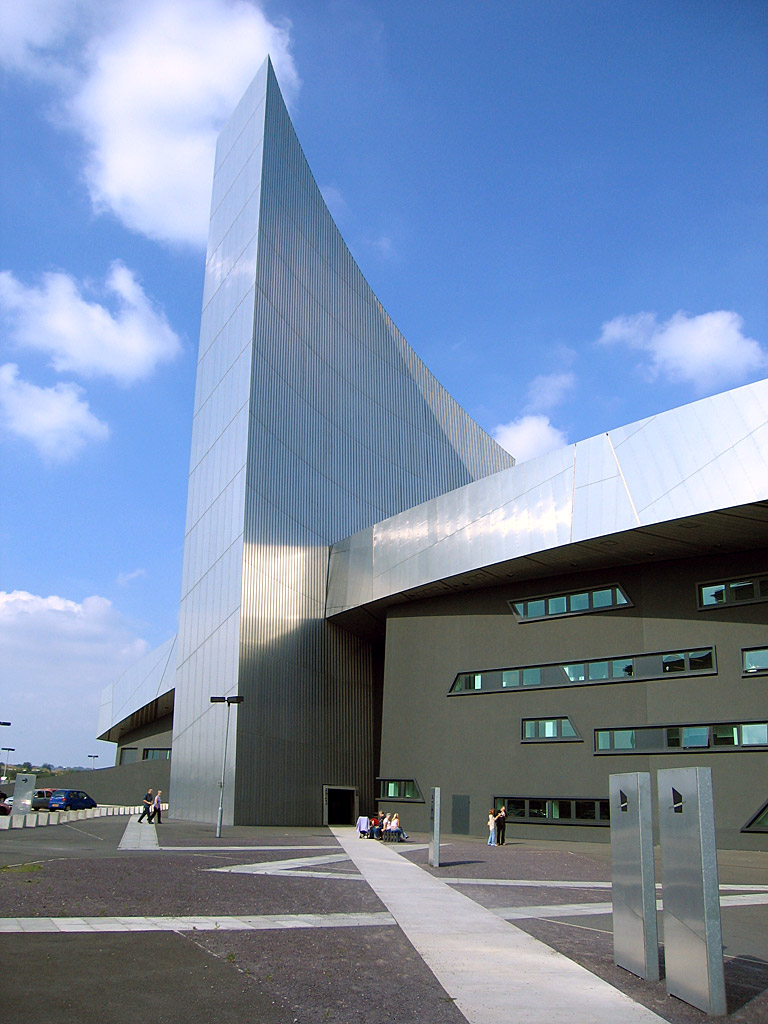
L'entrata principale del museo, con la torre air shard.